# Siberische boompieper
De  Siberische boompieper of groene boompieper (Anthus hodgsoni) is een zangvogelsoort uit de familie piepers en kwikstaarten van het geslacht Anthus.

## Kenmerken
De Siberische boompieper is 14 tot 15,5 cm lang. Deze pieper lijkt sterk op de boompieper. Het verschil is subtiel, de mantel van de Siberische pieper is olijfgroen getint en met minder duidelijke strepen, waar de gewone boompieper meer bruin gekleurd is met een duidelijke streping. Verder is de koptekening duidelijker, met een smal streepje tussen kruin en witte wenkbrauwstreep.   

## Verspreiding en leefgebied
De Siberische boompieper komt voor in een brede zone van de Oeral tot Japan, van de Himalaya en Mongolië tot in het noordoosten van Siberië. De vogels overwinteren in het Oriëntaals gebied, vooral in Indonesië.
De soort telt twee ondersoorten:
- A. h. hodgsoni: van de Himalaya tot centraal China, maar ook in centraal Japan.
- A. h. yunnanensis: van noordoostelijk Rusland tot Kamtsjatka en zuidelijk tot Mongolië, noordoostelijk China en noordelijk Japan.

## Verspreiding in Nederland
De Siberische boompieper, de ondersoort A. h. yunnanensis is een zeer schaarse doortrekker in Nederland. Tot 2000 zijn er slechts acht waarnemingen. Door de toegenomen kennis over trekgeluiden bleek dat de Siberische boompieper minder zeldzaam was dan gedacht. Het aantal waarnemingen na 2000 is dan ook sterk toegenomen en er worden nu jaarlijks in de trektijd meerdere exemplaren van deze soort waargenomen.

## Status
De Siberische boompieper heeft een groot verspreidingsgebied en de grootte van de populatie is niet gekwantificeerd. Er is geen aanleiding te veronderstellen dat de soort in aantal achteruit gaat. Daarom staat deze pieper als niet bedreigd op de Rode Lijst van de IUCN.